# توم مان
توم مان (بالإنجليزية: Tom Mann)‏ هو نقابي وسياسي بريطاني ونيوزلندي، ولد في 15 أبريل 1856 في المملكة المتحدة، وتوفي في 1941. حزبياً، نشط في حزب العمال.

## روابط خارجية
- توم مان على موقع الموسوعة البريطانية (الإنجليزية)